# لمويل جي. بودن
لمويل جي. بودن هو محامي وسياسي أمريكي، ولد في 16 يناير 1815 في ويليامزبرغ في الولايات المتحدة، وتوفي في 2 يناير 1864 في واشنطن العاصمة في الولايات المتحدة بسبب جدري. نشط حزبياً في Union Party (United States, 1850) ‏ والحزب الجمهوري. وقد انتخب عضو مجلس الشيوخ الأمريكي ‏ عن دائرة Virginia Class 1 senate seat ‏ وقد انضم خلال فترته النيابية ‏ (4 مارس 1863 – 2 يناير 1864) للكتلة البرلمانية Union Party (United States, 1850) ‏ وانتخب عضو مجلس الشيوخ الأمريكي ‏.